# 芳昇幸司
芳昇 幸司（よしのぼり こうじ、1968年8月19日 - ）は、福岡県福岡市博多区出身で熊ヶ谷部屋所属の元大相撲力士。本名は石原 義幸（いしはら よしゆき）。身長175cm 、体重128kg。最高位は東十両4枚目（1991年3月場所）。得意手は突き、押し。血液型はB型。

## 来歴
福岡市立堅粕小学校では遊びでバスケットボールを楽しむ程度で、福岡市立東光中学校では柔道に打ち込んだ。子供の時から相撲が好きで、小学校4年生からは11月場所の開催期間中は朝6時半に家を出て自転車に乗り、各相撲部屋の稽古場を訪れて朝稽古を見学していた（出羽海部屋→宮城野部屋→立浪部屋→高砂部屋→花籠部屋→二子山部屋→春日野部屋→三保ヶ関部屋）。横綱・北の湖に憧れて力士を志すようになり、母親の知人から熊ヶ谷（元前頭6・芳野嶺）を紹介され、中学卒業と同時に熊ヶ谷部屋に入門した。1984年3月場所に初土俵を踏んだ。入門前の相撲経験はなかったが、稽古熱心で着実に番付を上げて行き、入門から2年半で幕下に昇進した。幕下上位で怪我もあり、5年近く幕下で苦労した。1990年7月場所で十両に昇進。熊ヶ谷部屋創設後、同部屋から初土俵を踏んだ力士として初めての関取となった。1991年3月場所には自己最高位となる東十両4枚目まで番付を上げたが、終盤の連敗が響き6勝9敗と負け越し入幕は叶わなかった。鋭い立合いからの強烈な押し相撲であったが、連勝連敗が続く連相撲であったため番付の昇降が激しく、その後は十両中位から幕下上位を往復する生活が続いた。1993年1月場所では西十両6枚目で3勝12敗と大敗を喫し、翌3月場所では東幕下3枚目に陥落。同場所以降、1度も土俵に上がることは無く、5月場所を最後に24歳で廃業した。酔うと暴れるなど酒癖が悪く、ある年の11月場所では福岡市の中洲でウィスキーのボトルを10分で飲み干すと、途端に記憶喪失に陥って大暴れして乱闘を演じ、誰も止めることができなかった程であった。

## 主な成績
- 通算成績：246勝215敗20休  勝率.534
- 十両成績：75勝105敗  勝率.417
- 現役在位：56場所
- 十両在位：12場所

### 場所別成績
| | 一月場所 初場所（東京） | 三月場所 春場所（大阪） | 五月場所 夏場所（東京） | 七月場所 名古屋場所（愛知） | 九月場所 秋場所（東京） | 十一月場所 九州場所（福岡） |
| --- | ----------------------- | ----------------------- | ----------------------- | --------------------------- | ----------------------- | --------------------------- |
| 1984年 （昭和59年） | x                       | （前相撲）              | 西序ノ口26枚目 4–3      | 西序二段131枚目 4–3         | 西序二段115枚目 5–2     | 西序二段68枚目 4–3          |
| 1985年 （昭和60年） | 西序二段47枚目 3–4      | 東序二段63枚目 3–4      | 東序二段80枚目 3–4      | 西序二段96枚目 6–1          | 東序二段29枚目 5–2      | 西三段目96枚目 3–4          |
| 1986年 （昭和61年） | 西序二段13枚目 5–2      | 西三段目73枚目 4–3      | 東三段目52枚目 6–1      | 東三段目7枚目 5–2           | 西幕下41枚目 3–4        | 西幕下55枚目 4–3            |
| 1987年 （昭和62年） | 西幕下44枚目 3–4        | 東幕下54枚目 4–3        | 西幕下43枚目 6–1        | 東幕下21枚目 1–6            | 西幕下47枚目 3–4        | 西幕下57枚目 5–2            |
| 1988年 （昭和63年） | 東幕下36枚目 6–1        | 西幕下16枚目 4–3        | 東幕下12枚目 5–2        | 東幕下6枚目 2–5             | 東幕下18枚目 5–2        | 西幕下10枚目 6–1            |
| 1989年 （平成元年） | 東幕下3枚目 2–5         | 東幕下15枚目 5–2        | 東幕下7枚目 0–1–6       | 西幕下47枚目 5–2            | 西幕下28枚目 5–2        | 東幕下14枚目 4–3            |
| 1990年 （平成2年） | 東幕下10枚目 4–3        | 東幕下6枚目 4–3         | 東幕下3枚目 5–2         | 東十両13枚目 8–7            | 西十両9枚目 7–8         | 東十両11枚目 8–7            |
| 1991年 （平成3年） | 西十両6枚目 8–7         | 東十両4枚目 6–9         | 東十両8枚目 5–10        | 西十両13枚目 2–13           | 東幕下14枚目 5–2        | 西幕下5枚目 6–1             |
| 1992年 （平成4年） | 東十両11枚目 4–11       | 西幕下5枚目 4–3         | 西幕下3枚目 5–2         | 東十両12枚目 9–6            | 西十両7枚目 7–8         | 東十両9枚目 8–7             |
| 1993年 （平成5年） | 西十両6枚目 3–12        | 東幕下3枚目 休場 0–0–7  | 西幕下43枚目 引退 0–0–7 | x                           | x                       | x                           |
| 各欄の数字は、「勝ち-負け-休場」を示す。 優勝 引退 休場 十両 幕下 三賞：敢=敢闘賞、殊=殊勲賞、技=技能賞 その他：★=金星 番付階級：幕内 - 十両 - 幕下 - 三段目 - 序二段 - 序ノ口 幕内序列：横綱 - 大関 - 関脇 - 小結 - 前頭（「#数字」は各位内の序列） |                         |                         |                         |                             |                         |                             |

## 改名歴
- 石原 義幸（いしはら よしゆき）1984年3月場所-1984年7月場所
- 芳昇 幸司（よしのぼり こうじ）1984年9月場所-1993年5月場所